# Binalonan
Binalonan ist eine Stadtgemeinde in der philippinischen Provinz Pangasinan. 1838 wurde das Dorf Binalonan zur Gemeinde ernannt.
Binalonan ist in folgende 24 Baranggays aufgeteilt:
| - Balangobong - Bued - Bugayong - Camangaan - Canarvacanan - Capas - Cili - Dumayat - Linmansangan - Mangcasuy - Moreno - Pasileng Norte | - Pasileng Sur - Poblacion - San Felipe Central - San Felipe Sur - San Pablo - Santa Catalina - Santa Maria Norte - Santiago - Santo Niño - Sumabnit - Tabuyoc - Vacante |